# August Maager
August Maager (* 1. März 1845 in Altstadt bei Kolberg; † 18. Juli 1909 in Denkwitz bei Glogau) war Rittergutsbesitzer und Mitglied des Deutschen Reichstags.

## Leben
Maager besuchte die Realschule und später das Gymnasium in Kolberg. Danach studierte er Rechtswissenschaften in Berlin und Heidelberg und widmete sich später der Landwirtschaft. Während seines Studiums wurde er 1864 Mitglied der Burschenschaft Germania Berlin und 1866 der Burschenschaft Frankonia Heidelberg. Ab 1872 war er Besitzer des Rittergutes Denkwitz bei Klopschen südwestlich von Glogau in Schlesien. Weiter war er Mitglied des Kreistages und Kreisausschusses und vertrat den Wahlkreis Glogau-Lüben 1879–1882 und 1885–1888 im Preußischen Abgeordnetenhaus.
Von 1881 bis 1898 war er Mitglied des Deutschen Reichstags für den Wahlkreis Regierungsbezirk Liegnitz 3 (Glogau) erst für die Liberale Vereinigung, dann für die Deutsche Freisinnige Partei und zuletzt für die Freisinnige Vereinigung.